# Algyő
Algyő (vyslovováno [alďé], chorvatsky Đeva) je velká obec v Maďarsku v župě Csongrád-Csanád, spadající pod okres Szeged. Nachází se asi 5 km severozápadně od Szegedu. V roce 2015 zde žilo 5 088 obyvatel. Dle údajů z roku 2011 tvoří 86,8 % obyvatelstva Maďaři, 1,9 % Romové, 0,4 % Němci, 0,4 % Srbové a 0,3 % Rumuni.
Algyő leží u řeky Tisy, v blízkosti prochází dálnice M43. Sousedními městy jsou Hódmezővásárhely, Makó a Szeged, sousední vesnicí Maroslele.